# Arrondissement d'Aix-la-Chapelle (Roer)
Pour l'arrondissement actuel, voir Arrondissement d'Aix-la-Chapelle.
L'arrondissement d'Aix-la-Chapelle est une ancienne subdivision administrative française du département de la Roer créé par décret le 9 mars 1801 et supprimé le 11 avril 1814 à la chute de l'Empire.

## Composition
Il comprenait les cantons de :
- Aix-la-Chapelle (deux cantons)
- Burtscheid
- Düren
- Eschweiler
- Froitzheim
- Geilenkirchen
- Gemund
- Heinsberg
- Linnich
- Montjoie
- Sittard[1].